# Tysfjord (gemeente)
Tysfjord (Samisch: Divtasvuodna) was een gemeente gelegen bij het Tysfjord in de Noorse provincie Nordland. Tysfjord grenst in het noorden aan Ballangen. De gemeente telde 1960 inwoners in januari 2017.
Nabij Tysfjord is Noorwegen 'op zijn smalst'. Dat wil zeggen dat nergens anders de afstand tussen de kust en de Zweedse grens zo klein is: 6,3 kilometer. Bij de bestuurlijke herindeling in Noorwegen in 2020 werd de gemeente gesplitst; de noordoostelijke helft, waaronder de hoofdplaats Kjøpsvik, werd bij Narvik gevoegd, de rest werd toegevoegd aan Hamarøy.

## Plaatsen in de gemeente
- Kjøpsvik
- Drag
- Hellandsberg
- Bjørkvik
- Storjord
- Musken
- Nordbukt
- Hellemobotn
- Korsnes
- Storå